# Parangtritis (ort)
Parangtritis är en ort och administrativ by i Indonesien.   Den ligger i provinsen Yogyakarta, i den västra delen av landet, 400 km sydost om huvudstaden Jakarta. Parangtritis ligger 11 meter över havet och antalet invånare är 500.
Terrängen runt Parangtritis är kuperad österut, men åt nordväst är den platt. Havet är nära Parangtritis åt sydväst. Runt Parangtritis är det ganska tätbefolkat, med 214 invånare per kvadratkilometer. Närmaste större samhälle är Bambanglipuro, 7,5 km norr om Parangtritis. 